# Drosophila bicornuta
Drosophila bicornuta är en tvåvingeart som beskrevs av Bock och Wheeler 1972. Drosophila bicornuta ingår i släktet Drosophila och familjen daggflugor.
Artens utbredningsområde är Sydostasien.